# Kinlochewe
Kinlochewe är en by i Highland i Skottland. Byn är belägen 3 km 
från Loch Maree. Orten har 96 invånare (2011).